# Nora Heroum
Nora Heroum (Helsinki, 20 luglio 1994) è una calciatrice finlandese, centrocampista dell'HJK e della nazionale finlandese.

## Carriera

### Club

#### Inizi in Finlandia
Heroum nasce ad Helsinki ma cresce calcisticamente nel Koivukylän Palloseura KoiPS, società con sede a Vantaa, dove passa i primi anni nell'approfondimento della tecnica e giocando nelle sue formazioni giovanili fino al trasferimento al Viikingit di Vuosaari, quartiere di Helsinki Est, dove è inserita in rosa con una formazione interamente femminile rimanendovi fino al 2009.
Nel 2010 si trasferisce al Helsingin Jalkapalloklubi, plurititolato club sempre della sua città natale, facendo il suo esordio in Naisten Liiga, l'allora denominazione del massimo livello del campionato finlandese femminile di calcio, il 29 maggio 2010, alla 7ª giornata di campionato, nell'incontro pareggiato in trasferta a reti inviolate con il KPV. In quella sua prima stagione marca 12 presenze in campionato, andando a rete per la prima volta 3 giornate dopo fissando il risultato sul 5-1 nella vittoria casalinga sul FC Sport-39, e condivide con le compagne la conquista del suo primo trofeo in carriera, la Coppa di Finlandia, e il 2º posto in campionato a 2 punti dal PK-35 Vantaa. Heroum rimane legata al club per altre due stagioni, con la squadra che pur mantenendo sempre posizioni di alta classifica termina nuovamente al 2º posto del 2011 e al 3º nel 2012, lasciando la società con un tabellino peraonale di 8 reti su 57 presenze in Naisten Liiga.
Nel novembre 2012 viene annunciato il suo trasferimento, assieme con la compagna di squadra Emma Koivisto, dal HJK all'Honka. Horoum fa il suo debutto con la nuova maglia il 28 marzo 2013, alla 2ª giornata di campionato, nell'incontro vinto in trasferta per 4-2 con le avversarie del GBK, con il tecnico Timo Lounio che la impiega complessivamente 22 volte. In quella stagione la sua squadra gioca un campionato di vertice, terminato al 3º posto in Naisten Liiga, con Heroum che sigla anche 3 reti.

#### Aland United e Fortuna Hjorring
Per la stagione 2014 si trasferisce alle campionesse in carica dell'Åland United, avendo così l'occasione di fare il suo debutto in UEFA Women's Champions League per l'edizione 2014-2015. Il tecnico della squadra con sede a Lemland, l'inglese Gary Williams, dopo averla fatta debuttare in campionato alla 3ª giornata, nella vittoria casalinga per 5-0 sull'ONS, la impiega con regolarità sia nella prima fase che in quella che vede la sua squadra giungere, nella fase finale, al 2º posto dietro al PK-35. Complessivamente Heroum segna 4 gol su 23 partite di campionato, ma, almeno per quella stagione, non marca alcuna presenza nella Champions League femminile.
Conclusi gli obblighi contrattuali con l'Åland United, nel gennaio 2015 Heroum coglie l'occasione per giocare per la prima volta all'estero sottoscrivendo un contratto di un anno e mezzo con le campionesse danesi in carica del Fortuna Hjørring e disputare così l'Elitedivisionen al vertice della piramide calcistica femminile gestita dalla DBU. A disposizione del tecnico Brian Sørensen, alla sua prima stagione in tenuta biancoverde condivide con le compagne un campionato di vertice, ottenendo anche di disputare la finale di Coppa di Danimarca, tuttavia sono le rivali del Brøndby a primeggiare in entrambi i tornei. In quella successiva per Heroum arrivano i primi trofei esteri da porre in bacheca, ottenendo il double campionato-Coppa di Danimarca, inoltre, pur essendo arrivata in organico quando la sua nuova squadra era già stata eliminata agli ottavi di finale della precedente edizione, giunge anche il suo debutto in Champions League, nell'edizione 2015-2016, con Sørensen che la impiega sia nella doppia vittoria con le bielorusse del FK Minsk nei sedicesimi di finale, sia agli ottavi, nei due incontri con il Brescia, con le italiane capaci di eliminare le danesi dal torneo, contribuendo con tre assist nelle quattro gare a eliminazione diretta. Rinnovato il contratto anche per la stagione 2016-2017 condivide con le compagne il percorso che vede la sua squadra contendersi per l'ennesima volta, senza riuscire nell'impresa, campionato e Coppa con il Brøndby, disputando la sua seconda Champions League con risultati migliori della precedente edizione: scende in campo in tutti i sei incontri del Fortuna, con la sua squadra che dopo aver sconfitto le spagnole dell'Athletic Bilbao ai sedicesimi e aver superato gli ottavi a scapito del Brescia, giunge ai quarti di finale, migliore prestazione della squadra dopo l'esordio in UEFA Women's Cup 2002-2003, venendo eliminate dalle inglesi del Manchester City vittoriose sia all'andata che al ritorno con il medesimo risultato, 1-0. Costatata la volontà della società di puntare per il futuro al proprio vivaio, per Heroum questa è anche l'ultima stagione in Danimarca.

#### Arrivo in Italia: Brescia e Milan
Durante la sessione estiva di calciomercato 2017 decide di trasferirsi al Brescia vicecampione d'Italia per quella che si rivelerà l'unica che aggiunge un trofeo in bacheca tra quelle italiane. La stagione 2017-2018 si apre subito con la conquista della Supercoppa battendo la Fiorentina campione d'Italia per 1-0, con le Viola che però bissano la vittoria in Coppa Italia, 7 presenze e un gol, alle Azalee nel secondo turno per Heroum. Sotto la guida del tecnico Gianpiero Piovani, a centrocampista finlandese fa il suo esordio in Serie A, fin dalla 1ª giornata di campionato, nella schiacciante vittoria esterna per 6-0 sulle baresi della Pink Sport Time, alle quali all'11' sigla la rete che sblocca il risultato e che è anche la prima rete bresciana del campionato. Piovani le confermerà fiducia per tutta la stagione, impiegandola con costanza sia in Serie A che in Coppa Italia, confermandola anche in Champions League dove gioca tutti i 4 incontri fino agli ottavi di finale, eliminata dalle francesi del Montpellier.
Il 19 luglio del 2018 è tra le giocatrici che vanno a creare la squadra della neonata sezione femminile del Milan, che ha acquistato il titolo sportivo delle leonesse sostituendole nella stagione entrante in Serie A e in Coppa Italia. Sotto la guida tecnica di Carolina Morace, viene impiegata in 20 dei 22 incontri di campionato e in tutti i 5 di Coppa Italia, condividendo con le compagne un campionato di vertice, con le rossonere che raggiungono il terzo posto in campionato, mentre in Coppa Italia la squadra viene eliminata dalla Juventus in semifinale. Rimasta in rossonero anche per la stagione successiva, l'avvicendamento sulla panchina con l'arrivo di Maurizio Ganz non muta la fiducia nella centrocampista finlandese, scendendo in campo in tutti i 15 incontri di campionato prima che lo stesso venga interrotto a causa delle limitazioni dovute alla pandemia di COVID-19, con la squadra che, pur arrivare a pari punti, deve cedere alla Fiorentina il secondo posto e l'accesso alla Champions League per una peggiore differenza reti.

#### Brighton e Lazio
Durante la sessione estiva di calciomercato 2020 Heroum decide di affrontare la sua terza esperienza all'estero firmando un contratto annuale con le inglesi del Brighton & Hove per la stagione entrante. Sotto la guida tecnica di Hope Powell fa il suo debutto in FA Women's Super League il 13 settembre, alla 2ª giornata di campionato, nell'incontro pareggiato a reti inviolate in casa del Manchester City, venendo impiegata complessivamente in 11 match di FA WSL, con la squadra che ottiene il 6º posto in classifica, la sua migliore prestazione da quando è stata promossa al livello massimo del campionato inglese.
Nell'estate 2021 decide di far ritorno in Italia, formando un contratto con la neopromossa Lazio per affrontare nella stagione entrante la sua quarta Serie A. A disposizione del coach Carolina Morace scende in campo da titolare fin dalla 1ª giornata di campionato, nella sconfitta interna per 2-1 con la Sampdoria.

#### Parma e Sampdoria
Nell'estate 2022 passa al Parma, sempre in massima serie. Segna la sua prima rete alla seconda giornata, nella vittoria per 2-1 contro il Sassuolo.
Nell'estate del 2023 si trasferisce alla Sampdoria. Segna il suo primo gol in blucerchiato la stagione successiva, il 15 settembre 2024 nel pareggio interno per 1-1 contro la Lazio.

#### Ritorno all'HJK
Il 7 agosto 2025 torna, dopo 13 anni, all'HJK, squadra della sua città.

### Nazionale
Heroum inizia a indossare la maglia della sua nazionale fin da giovanissima, venendo convocata con la formazione Under-17 in occasione delle qualificazioni all'edizione 2011 dell'Europeo di categoria, debuttando nel torneo UEFA il 25 settembre 2010, nell'incontro del gruppo 1 nella prima fase dove la Finlandia sovrasta le avversarie pari età del Kazakistan con il risultato di 8-0. Gioca tutte le restanti 5 partite delle due fasi, con la sua squadra che chiude da imbattuta la prima fase ma che con una sola vittoria e due sconfitte nella successiva non riesce ad accedere alla fase finale.
Dal 2011 è convocata dal tecnico Marianne Miettinen nella Under-19 per disputare gli Europei di categoria, giocando tutti i 6 incontri delle due fasi di qualificazione, senza accedervi, all'edizione di Turchia 2012, conquistandolo però per Galles 2013, dove gioca 5 dei 6 incontri delle qualificazioni ma al quale è costretta a rinunciarvi per l'avvenuta chiamata del commissario tecnico Andrée Jeglertz nella nazionale maggiore.
Qui vi debutta il 16 giugno 2012, nell'incontro valido per le qualificazioni all'Europeo di Svezia 2013 vinto per 2-1 in casa dell'Ucraina, con Jeglertz che continua a concederle fiducia impiegandola in altre tre occasioni prima di inserirla nella rosa delle 23 calciatrici in partenza per la Svezia.
In quell'occasione Jeglertz la impiega in tutti i tre incontri disputati dalla Finlandia nel torneo, condividendo con le compagne il percorso della sua nazionale che, inserita nel gruppo A, con due pareggi e una sconfitta chiude il girone al quarto e ultimo posto, venendo eliminata già alla fase a gironi.
Grazie al risultato ottenuto dall'Under-19, semifinalista, all'Europeo di Galles 2013, la Finlandia ottiene l'accesso al Mondiale di Canada 2014 con la formazione, come da regolamento, Under-20. Miettinen la inserisce in rosa con le 21 calciatrici che disputano il torneo FIFA, impiegandola in tutti tre incontri del gruppo A, con la squadra che non si rivela all'altezza delle avversarie, subendo tre sconfitte con Corea del Nord, Canada e Ghana e dovendo così abbandonare il torneo già alla fase a gironi.
Successivamente sia Jeglertz, che i suoi successori sulla panchina della nazionale maggiore, Marko Saloranta e Anna Signeul, convocano Heroum con regolarità, per le qualificazioni al Mondiale di Canada 2015, le qualificazioni all'Europeo dei Paesi Bassi 2017 e le qualificazioni al Mondiale di Francia 2019, fallendo a tutti i tre eventi, alle edizioni 2019 e 2020 della Cyprus Cup, dove in quest'ultima la Finlandia conquista il secondo posto, e alle qualificazioni all'Europeo di Inghilterra 2022, dove la Finlandia ritorna a una competizione internazionale dopo 9 anni.

## Statistiche

### Presenze e reti nei club
Statistiche parziali aggiornate all'11 maggio 2025.
| Stagione                | Squadra                 | Campionato              | Campionato | Campionato | Coppe nazionali | Coppe nazionali | Coppe nazionali | Coppe internazionali | Coppe internazionali | Coppe internazionali | Altre coppe | Altre coppe | Altre coppe | Totale | Totale |
| Stagione                | Squadra                 | Comp                    | Pres       | Reti       | Comp            | Pres            | Reti            | Comp                 | Pres                 | Reti                 | Comp        | Pres        | Reti        | Pres   | Reti   |
| ----------------------- | ----------------------- | ----------------------- | ---------- | ---------- | --------------- | --------------- | --------------- | -------------------- | -------------------- | -------------------- | ----------- | ----------- | ----------- | ------ | ------ |
| 2010                    | HJK                     | NL                      | 12         | 1          | NSC             | ?               | ?               | -                    | -                    | -                    | -           | -           | -           | 12+    | 1+     |
| 2011                    | HJK                     | NL                      | 19         | 5          | NSC             | ?               | ?               | -                    | -                    | -                    | -           | -           | -           | 19+    | 5+     |
| 2012                    | HJK                     | NL                      | 26         | 2          | NSC             | ?               | ?               | -                    | -                    | -                    | -           | -           | -           | 26+    | 2+     |
| Totale HJK              | Totale HJK              | Totale HJK              | 57         | 8          |                 | ?               | ?               |                      | -                    | -                    |             | -           | -           | 57+    | 8+     |
| 2013                    | Honka                   | NL                      | 22         | 3          | NSC             | ?               | ?               | -                    | -                    | -                    | -           | -           | -           | 22+    | 3+     |
| 2014                    | Åland United            | NL                      | 23         | 4          | NSC             | ?               | ?               | -                    | -                    | -                    | -           | -           | -           | 23+    | 4+     |
| gen.-giu. 2015          | Fortuna Hjørring        | E                       | ?          | ?          | CD              | ?               | ?               | UWCL                 | -                    | -                    | -           | -           | -           | ?      | ?      |
| 2015-2016               | Fortuna Hjørring        | E                       | ?          | ?          | CD              | ?               | ?               | UWCL                 | 4                    | 0                    | -           | -           | -           | 4+     | 0+     |
| 2016-2017               | Fortuna Hjørring        | E                       | ?          | ?          | CD              | ?               | ?               | UWCL                 | 6                    | 0                    | -           | -           | -           | 6+     | 0+     |
| Totale Fortuna Hjørring | Totale Fortuna Hjørring | Totale Fortuna Hjørring | ?          | ?          |                 | ?               | ?               |                      | 10                   | 0                    |             | -           | -           | 10+    | 0+     |
| 2017-2018               | Brescia                 | A                       | 19+1       | 2          | CI              | 7               | 1               | UWCL                 | 4                    | 0                    | SI          | 1           | 0           | 32     | 3      |
| 2018-2019               | Milan                   | A                       | 20         | 0          | CI              | 5               | 0               | -                    | -                    | -                    | -           | -           | -           | 25     | 0      |
| 2019-2020               | Milan                   | A                       | 15         | 2          | CI              | 0               | 0               | -                    | -                    | -                    | -           | -           | -           | 15     | 2      |
| Totale Milan            | Totale Milan            | Totale Milan            | 35         | 2          |                 | 5               | 0               |                      | -                    | -                    |             | -           | -           | 40     | 2      |
| 2020-2021               | Brighton & Hove         | FA WSL                  | 11         | 0          | WSL Cup         | 2               | 0               | -                    | -                    | -                    | -           | -           | -           | 13     | 0      |
| 2021-2022               | Lazio                   | A                       | 22         | 0          | CI              | 2               | 0               | -                    | -                    | -                    | -           | -           | -           | 24     | 0      |
| 2022-2023               | Parma                   | A                       | 25         | 1          | CI              | 1               | 0               | -                    | -                    | -                    | -           | -           | -           | 26     | 1      |
| 2023-2024               | Sampdoria               | A                       | 22         | 0          | CI              | 1               | 0               | -                    | -                    | -                    | -           | -           | -           | 23     | 0      |
| 2024-2025               | Sampdoria               | A                       | 26         | 1          | CI              | 1               | 0               | -                    | -                    | -                    | -           | -           | -           | 27     | 1      |
| Totale Sampdoria        | Totale Sampdoria        | Totale Sampdoria        | 48         | 1          | -               | 2               | 0               |                      | -                    | -                    |             | -           | -           | 50     | 1      |
| Totale carriera         | Totale carriera         | Totale carriera         | 263+       | 14+        |                 | 19+             | 1+              |                      | 14                   | 0                    |             | 1           | 0           | 287+   | 15+    |

## Palmarès
- Coppa di Finlandia: 1

HJK: 2010
- Campionato danese: 1

Fortuna Hjørring: 2015-2016
- Coppa di Danimarca: 1

Fortuna Hjørring: 2015-2016
- Supercoppa italiana: 1

Brescia: 2017